# Lygodactylus conradti
Lygodactylus conradti es una especie de gecko del género Lygodactylus, familia Gekkonidae. Fue descrita científicamente por Matschie en 1892.
Se distribuye por Tanzania. El hábitat natural preferido de L. conradti es el bosque, en altitudes de 1000 a 1200 metros (3300 a 3900 pies). La dieta se compone de frutas y pequeños insectos.